# Championnat de France FFSA GT 1997
Navigation
édition suivante
La Série BPR FFSA GT 1997 est la première édition du championnat de sport automobile qui se déroule du 30 mars au 19 octobre 1997. Il comprend six manches et quatre catégories GT1, GT2, GT3 et GT4.
Le classement général est remporté par Patrice Goueslard au volant d'une GT2, la Porsche 911 GT2 de l'écurie Larbre Compétition.

## Engagés
| Équipe                                | Voiture                 | No. | Pilote                   | Cat. | Manches |
| ------------------------------------- | ----------------------- | --- | ------------------------ | ---- | ------- |
| Larbre Compétition                    | Porsche 911 GT2 97      | 1   | Jean-Luc Chéreau         | GT2  | toutes  |
| Larbre Compétition                    | Porsche 911 GT2 97      | 1   | Jack Leconte             | GT2  | toutes  |
| Larbre Compétition                    | Porsche 911 GT2 97      | 7   | Christophe Bouchut       | GT2  | 1-3,5-6 |
| Larbre Compétition                    | Porsche 911 GT2 97      | 7   | Patrice Goueslard        | GT2  | 2-6     |
| Larbre Compétition                    | Porsche 911 GT2 97      | 7   | Pierre Yver              | GT2  | 1       |
| Larbre Compétition                    | Porsche 911 GT2 97      | 7   | André Ahrlé              | GT2  | 4       |
| Elf Haberthur Racing                  | Porsche 911 GT2 97      | 2   | Ferdinand de Lesseps     | GT2  | 1-3     |
| Elf Haberthur Racing                  | Porsche 911 GT2 97      | 2   | Michel Neugarten         | GT2  | 1-3     |
| G-Force/Strandell Racing              | Porsche 911 GT2         | 3   | Magnus Wallinder         | GT2  | 1-2     |
| G-Force/Strandell Racing              | Porsche 911 GT2         | 3   | Geoff Lister             | GT2  | 1-2     |
| G-Force/Strandell Racing              | Porsche 911 GT2         | 4   | John Greasley            | GT2  | 1       |
| G-Force/Strandell Racing              | Porsche 911 GT2         | 4   | John Morrisson           | GT2  | 1       |
| G-Force/Strandell Racing              | Porsche 911 GT2         | 4   | Mikael Gustavsson        | GT2  | 2       |
| G-Force/Strandell Racing              | Porsche 911 GT2         | 4   | Nigel Barrett            | GT2  | 2       |
| GL PK Racing                          | Porsche 911 GT2         | 5   | Stéphane Cohen           | GT2  | 1-4,6   |
| GL PK Racing                          | Porsche 911 GT2         | 5   | Paul Kumpen              | GT2  | 1-4,6   |
| GL PK Racing                          | Porsche 911 Atmo        | 19  | Daniel Ducruet           | GT2  | 4       |
| GL PK Racing                          | Porsche 911 Atmo        | 19  | Louis Machiels (pl)      | GT2  | 4       |
| Jean-François Véroux                  | Porsche 911 GT2         | 6   | Stéphane Leloup          | GT2  | 2       |
| Jean-François Véroux                  | Porsche 911 GT2         | 6   | Jean-Yves Moine          | GT2  | 2       |
| Jean-François Véroux                  | Porsche 911 GT2         | 6   | Jean-Louis Ricci         | GT2  | 4       |
| Jean-François Véroux                  | Porsche 911 GT2         | 6   | Jean-François Véroux     | GT2  | 4,6     |
| Sonauto-Levallois                     | Porsche 911 GT2 97      | 8   | François Lafon           | GT2  | 2-3,5-6 |
| Sonauto-Levallois                     | Porsche 911 GT2 97      | 8   | Jean-Pierre Jarier       | GT2  | 1-3,5-6 |
| R.J. Racing                           | Helem V6 96             | 9   | Gérard Dillmann          | GT2  | 1-5     |
| R.J. Racing                           | Helem V6 96             | 9   | Marc Sourd               | GT2  | 1-5     |
| R.J. Racing                           | Helem V6 97             | 21  | Marc Sourd               | GT2  | 6       |
| R.J. Racing                           | Helem V6 97             | 21  | Gérard Dillmann          | GT2  | 6       |
| Proton Competition                    | Porsche 911 GT2         | 10  | Gerold Ried              | GT2  | 1       |
| Raymond Touroul                       | Porsche 911 Carrera RSR | 12  | Raymond Touroul          | GT2  | 1       |
| Raymond Touroul                       | Porsche 911 Carrera RSR | 12  | Erick Rumpler            | GT2  | 1       |
| Raymond Touroul                       | Porsche 911 Carrera RSR | 12  | Jean-Claude Ruffier      | GT2  | 2       |
| Raymond Touroul                       | Porsche 911 Carrera RSR | 12  | Anthony Georget          | GT2  | 2-3     |
| Raymond Touroul                       | Porsche 911 Carrera RSR | 12  | Bernard Anquetil         | GT2  | 3       |
| Stadler Motorsport                    | Porsche 911 GT2 97      | 14  | Enzo Calderari           | GT2  | 2       |
| Stadler Motorsport                    | Porsche 911 GT2 97      | 14  | Lilian Bryner            | GT2  | 2       |
| VBM                                   | VBM 4000 GTC            | 15  | Patrick Bornhauser       | GT2  | 2-3,6   |
| VBM                                   | VBM 4000 GTC            | 15  | Dominique Lacaud         | GT2  | 3       |
| VBM                                   | VBM 4000 GTC            | 15  | Pierre Yver              | GT2  | 6       |
| Estoril Racing Team                   | Porsche 911 GT2 97      | 16  | Manuel Monteiro          | GT2  | 2       |
| Estoril Racing Team                   | Porsche 911 GT2 97      | 16  | Michel Monteiro          | GT2  | 2       |
| Riverside Compétition                 | Ferrari F355 Challenge  | 16  | Massimo Manganaro        | GT2  | 6       |
| Riverside Compétition                 | Venturi 400 Trophy      | 26  | Philippe Charriol        | GT3  | 1-2,4-5 |
| Riverside Compétition                 | Venturi 400 Trophy      | 28  | Jean-Claude Ruffier      | GT3  | 1,5     |
| Riverside Compétition                 | Venturi 400 Trophy      | 28  | Roland Médici            | GT3  | 1       |
| Riverside Compétition                 | Venturi 400 Trophy      | 28  | David Velay              | GT3  | 2       |
| Riverside Compétition                 | Venturi 400 Trophy      | 28  | Thierry Depoix           | GT3  | 2       |
| Riverside Compétition                 | Venturi 400 Trophy      | 28  | James Ruffier            | GT3  | 5       |
| Riverside Compétition                 | Venturi 400 Trophy      | 29  | Jean-Louis Déglise       | GT3  | 4,6     |
| Jean-Louis Déglise                    | Venturi 400 Trophy      | 29  | Jean-Louis Déglise       | GT3  | 5       |
| Equipe Alméras Frères                 | Porsche 911 GT2 97      | 18  | Roland Bervillé          | GT2  | 4-5     |
| VS Compétition                        | Porsche 993 Carrera Cup | 27  | Didier Van Straaten      | GT3  | 1-5     |
| Pilotage Passion                      | Porsche 911 Carrera Cup | 30  | Patrice Pelissier        | GT3  | 1       |
| Pilotage Passion                      | Porsche 911 Carrera Cup | 30  | Thierry Guiod            | GT3  | 3       |
| Pilotage Passion                      | Porsche 911 Carrera Cup | 30  | Philippe Hottinguer      | GT3  | 3       |
| Pilotage Passion                      | Porsche 964 Carrera Cup | 55  | Arnaud Caspar            | GT4  | 2       |
| Pilotage Passion                      | Porsche 964 Carrera Cup | 55  | Erick Rumpler            | GT4  | 2       |
| Pilotage Passion                      | Porsche 964 Carrera Cup | 55  | Arnaud Peyroles          | GT4  | 3       |
| Pilotage Passion                      | Porsche 911 Carrera Cup | 55  | Arnaud Peyroles          | GT4  | 4       |
| Pilotage Passion                      | Porsche 911 Carrera Cup | 55  | Eric Ralli               | GT4  | 4       |
| Pilotage Passion                      | Porsche 911 Carrera Cup | 55  | P.Ordonneau              | GT4  | 6       |
| Pilotage Passion                      | Porsche 911 Carrera Cup | 55  | Pascal Mathieu           | GT4  | 6       |
| Michel Laville Compétition TCS Racing | Venturi 400 Trophy      | 31  | Olivier Leclère          | GT3  | 1-2,5   |
| Michel Laville Compétition TCS Racing | Venturi 400 Trophy      | 31  | Michel Laville           | GT3  | 1-2,5   |
| Richard Sport Racing                  | Porsche 911 Carrera RS  | 32  | Serge Richard            | GT2  | 1       |
| Richard Sport Racing                  | Porsche 911 Carrera RS  | 32  | Michel Richard           | GT2  | 1       |
| Richard Sport Racing                  | Porsche 911 Carrera RS  | 32  | Michel Richard           | GT3  | 2-4,6   |
| Richard Sport Racing                  | Porsche 911 Carrera RS  | 32  | Serge Richard            | GT3  | 2-4,6   |
| François Birbeau                      | Venturi 400 Trophy      | 33  | François Birbeau         | GT3  | 1       |
| François Birbeau                      | Venturi 400 Trophy      | 33  | Jacques Tropenat         | GT3  | 1       |
| Georges Cabanne                       | Venturi 400 Trophy      | 33  | Georges Cabanne          | GT3  | 5-6     |
| Georges Cabanne                       | Venturi 400 Trophy      | 33  | Maurice Roger            | GT3  | 5-6     |
| Bernard Schwach                       | Porsche 911 Carrera RSR | 35  | Bernard Schwach          | GT3  | 2,4-5   |
| Bernard Schwach                       | Porsche 911 Carrera RSR | 35  | Jacques Schwach          | GT3  | 2,4-5   |
| Lugdunum Racing                       | Venturi 400 Trophy      | 36  | Christian Giraud         | GT3  | 2       |
| Lugdunum Racing                       | Venturi 400 Trophy      | 36  | Patrick Lauber           | GT3  | 2,4     |
| Lugdunum Racing                       | Ferrari F355 Challenge  | 53  | Patrick Lauber           | GT4  | 1       |
| Michel Nourry                         | Porsche Supercup        | 37  | Michel Nourry            | GT3  | 2       |
| Michel Nourry                         | Porsche Supercup        | 37  | Alain Bordas             | GT3  | 2       |
| Michel Nourry                         | Porsche 993 Carrera Cup | 41  | Philippe Soulan          | GT3  | 6       |
| Michel Nourry                         | Porsche 993 Carrera Cup | 43  | Michel Nourry            | GT3  | 6       |
| Michel Nourry                         | Porsche 993 Carrera Cup | 43  | Jean-Pierre Rousseau     | GT3  | 6       |
| Michel Nourry                         | Porsche 993 Carrera Cup | 44  | Eric Mouez               | GT3  | 6       |
| Michel Nourry                         | Porsche 911 Carrera Cup | 62  | Frank Sevin              | GT4  | 4       |
| Bernard Ensenat                       | Venturi 400 Trophy      | 40  | Jean-Claude Morat        | GT3  | 5       |
| Bernard Ensenat                       | Venturi 400 Trophy      | 40  | Bernard Ensenat          | GT3  | 5       |
| CD-Rom Racing Team                    | Venturi 400 Trophy      | 42  | Patrick Cornu            | GT3  | 5       |
| CD-Rom Racing Team                    | Venturi 400 Trophy      | 42  | Renaud Malinconi         | GT3  | 5       |
| Pays inconnu                          | Porsche 993 Carrera Cup | 45  | François O'Born          | GT3  | 6       |
| Pays inconnu                          | Porsche 993 Carrera Cup | 45  | Thierry Perrier          | GT3  | 6       |
| Pays inconnu                          | Porsche 911 Carrera Cup | 47  | Patrick Pelissier        | GT3  | 6       |
| Pays inconnu                          | Porsche 911 Carrera Cup | 47  | P.Karras                 | GT3  | 6       |
| Pays inconnu                          | Porsche 911 Carrera Cup | 48  | Erick Rumpler            | GT3  | 6       |
| Pays inconnu                          | Porsche 911 Carrera Cup | 48  | Eric Ralli               | GT3  | 6       |
| Pays inconnu                          | Porsche 993 Carrera Cup | 49  | Jean-Claude Morat        | GT3  | 6       |
| Pays inconnu                          | Porsche 993 Carrera Cup | 49  | Hans Hugenholtz          | GT3  | 6       |
| RS Racing Team                        | Porsche 964 Carrera Cup | 50  | Gilles Rousseau          | GT4  | toutes  |
| RS Racing Team                        | Porsche 964 Carrera Cup | 50  | Laurent Sabatier         | GT4  | toutes  |
| Team Solladier                        | Porsche 964 Carrera Cup | 52  | Franck Solladier         | GT4  | 1-3,6   |
| Team Solladier                        | Porsche 964 Carrera Cup | 52  | P.Binder                 | GT4  | 3       |
| Team Solladier                        | Porsche 964 Carrera Cup | 52  | Cyrille Cuny             | GT4  | 6       |
| Jean-Marc Thévenot                    | Porsche 964 Carrera Cup | 54  | Jean-Marc Thévenot       | GT4  | 2       |
| Jean-Philippe Gagnaux                 | Porsche 964 Carrera Cup | 56  | Jean-Pierre Gagnaux      | GT4  | 2       |
| Jean-Philippe Gagnaux                 | Porsche 964 Carrera Cup | 56  | M.Akverdhof              | GT4  | 2       |
| Jean Gay                              | Ferrari F355 Challenge  | 56  | Jean Gay                 | GT4  | 6       |
| Jean Gay                              | Ferrari F355 Challenge  | 57  | Jean Gay                 | GT4  | 4       |
| Aimé Pouly                            | Ferrari F355 Challenge  | 58  | Aimé Pouly               | GT4  | 4       |
| Aimé Pouly                            | Ferrari F355 Challenge  | 58  | Philippe Favre (en)      | GT4  | 4       |
| André Cholley                         | Ferrari F355 Challenge  | 60  | André Cholley            | GT4  | 4-5     |
| Robert Buron                          | Ferrari F355 Challenge  | 61  | Robert Buron             | GT4  | 4       |
| Robert Buron                          | Ferrari F355 Challenge  | 61  | A.Barot                  | GT4  | 6       |
| Pays inconnu                          | Porsche 964 Carrera Cup | 66  | G.Faure                  | GT4  | 6       |
| Pays inconnu                          | Porsche 964 Carrera Cup | 66  | P.Binder                 | GT4  | 6       |
| B2F Victoria Racing                   | Porsche 964 Carrera Cup | 77  | Luis Marques             | GT4  | 1       |
| B2F Victoria Racing                   | Porsche 964 Carrera Cup | 77  | Laurent Fresnais         | GT4  | 1       |
| Scheer Motorsport                     | Porsche 964 RS Biturbo  | 80  | Klaus Scheer             | GT1  | 2,4     |
| Scheer Motorsport                     | Porsche 964 RS Biturbo  | 80  | Artur Deutgen            | GT1  | 4       |
| JCB Racing                            | Venturi 600 LM          | 82  | Jean-Claude Basso        | GT1  | 2-4     |
| JCB Racing                            | Venturi 600 LM          | 82  | Gérard Bacle             | GT1  | 4       |
| Autovitesse                           | Venturi 600 LM          | 83  | Eric Graham              | GT1  | 2       |
| Freisinger Motorsport                 | Porsche 993 GT2 Evo     | 85  | Jean-Yves Gros           | GT1  | 2       |
| Freisinger Motorsport                 | Porsche 993 GT2 Evo     | 85  | Jean-Pierre Castel       | GT1  | 2       |
| Pierre Schreiber                      | Ferrari F40 GTE         | 86  | François Jakubowski (de) | GT1  | 2,4,6   |
| Pierre Schreiber                      | Ferrari F40 GTE         | 86  | Pierre Schreiber         | GT1  | 2,4,6   |

| Icône | Catégorie                                      |
| ----- | ---------------------------------------------- |
| GT1   | GT1: Voitures du règlement FIA-GT1             |
| GT2   | GT2: Voitures du règlement FIA-GT2             |
| GT3   | GT3: Voitures du règlement FIA-GT2 de -2000cm3 |
| GT4   | GT4: Voitures des Coupes monotypes             |

## Calendrier de la saison 1997
| Manche | Manche | Date        | Meeting                       | Circuit                       | Lieu         | Région/Pays              |
| ------ | ------ | ----------- | ----------------------------- | ----------------------------- | ------------ | ------------------------ |
| 1      | C1     | 30 mars     | Coupes de Pâques              | Circuit Paul Armagnac         | Nogaro       | Midi-Pyrénées, France    |
| 1      | C2     | 30 mars     | Coupes de Pâques              | Circuit Paul Armagnac         | Nogaro       | Midi-Pyrénées, France    |
| 2      | C1     | 1er juin    | Grand Prix de Dijon-Bourgogne | Circuit Dijon-Prenois         | Prenois      | Bourgogne, France        |
| 2      | C2     | 1er juin    | Grand Prix de Dijon-Bourgogne | Circuit Dijon-Prenois         | Prenois      | Bourgogne, France        |
| 3      | C1     | 22 juin     | Val de Vienne                 | Circuit du Val de Vienne      | Le Vigeant   | Poitou-Charentes, France |
| 3      | C2     | 22 juin     | Val de Vienne                 | Circuit du Val de Vienne      | Le Vigeant   | Poitou-Charentes, France |
| 4      | C1     | 20 juillet  | Paul Ricard                   | Circuit Paul Ricard           | Le Castellet | Provence, France         |
| 4      | C2     | 20 juillet  | Paul Ricard                   | Circuit Paul Ricard           | Le Castellet | Provence, France         |
| 5      | C1     | 7 septembre | Grand Prix d'Albi             | Circuit d'Albi                | Le Séquestre | Midi-Pyrénées, France    |
| 5      | C2     | 7 septembre | Grand Prix d'Albi             | Circuit d'Albi                | Le Séquestre | Midi-Pyrénées, France    |
| 6      | C1     | 19 octobre  | Finale Magny-Cours            | Circuit de Nevers Magny-Cours | Magny-Cours  | Bourgogne, France        |
| 6      | C2     | 19 octobre  | Finale Magny-Cours            | Circuit de Nevers Magny-Cours | Magny-Cours  | Bourgogne, France        |

## Résultats de la saison 1997[1]
| Manche | Manche | Meeting                       | Vainqueur GT1                             | Vainqueur GT2                        | Vainqueur GT3                     | Vainqueur GT4                    |
| ------ | ------ | ----------------------------- | ----------------------------------------- | ------------------------------------ | --------------------------------- | -------------------------------- |
| 1      | C1     | Coupes de Pâques              | Pas de GT1                                | #8 Sonauto-Levallois                 | #30 Pilotage Passion              | #53 Lugdunum Racing              |
| 1      | C1     | Coupes de Pâques              | Pas de GT1                                | Jean-Pierre Jarier                   | Patrice Pelissier                 | Patrick Lauber                   |
| 1      | C2     | Coupes de Pâques              | Pas de GT1                                | #8 Sonauto-Levallois                 | #26 Riverside Compétition         | #77 B2F Victoria Racing          |
| 1      | C2     | Coupes de Pâques              | Pas de GT1                                | Jean-Pierre Jarier                   | Philippe Charriol                 | Laurent Fresnais                 |
| 2      | C1     | Grand Prix de Dijon-Bourgogne | #82 JCB Racing                            | #7 Larbre Compétition                | #26 Riverside Compétition         | #54 Jean-Marc Thévenot           |
| 2      | C1     | Grand Prix de Dijon-Bourgogne | Jean-Claude Basso                         | Christophe Bouchut Patrice Goueslard | Philippe Charriol                 | Jean-Marc Thévenot               |
| 2      | C2     | Grand Prix de Dijon-Bourgogne | #82 JCB Racing                            | #7 Larbre Compétition                | #28 Riverside Compétition         | #54 Jean-Marc Thévenot           |
| 2      | C2     | Grand Prix de Dijon-Bourgogne | Jean-Claude Basso                         | Christophe Bouchut Patrice Goueslard | David Velay Thierry Depoix        | Jean-Marc Thévenot               |
| 3      | C1     | Val de Vienne                 | Pas de GT1                                | #7 Larbre Compétition                | #27 VS Compétition                | #50 RS Racing Team               |
| 3      | C1     | Val de Vienne                 | Pas de GT1                                | Christophe Bouchut Patrice Goueslard | Didier Van Straaten               | Gilles Rousseau Laurent Sabatier |
| 3      | C2     | Val de Vienne                 | #82 JCB Racing                            | #7 Larbre Compétition                | #32 Richard Sport Racing          | #50 RS Racing Team               |
| 3      | C2     | Val de Vienne                 | Jean-Claude Basso                         | Christophe Bouchut Patrice Goueslard | Michel Richard Serge Richard      | Gilles Rousseau Laurent Sabatier |
| 4      | C1     | Paul Ricard                   | #82 JCB Racing                            | #7 Larbre Compétition                | #29 Riverside Compétition         | #50 RS Racing Team               |
| 4      | C1     | Paul Ricard                   | Jean-Claude Basso Gérard Bacle            | André Ahrlé Patrice Goueslard        | Jean-Louis Déglise                | Gilles Rousseau Laurent Sabatier |
| 4      | C2     | Paul Ricard                   | Pas de GT1                                | #7 Larbre Compétition                | #29 Riverside Compétition         | #57 Jean Gay                     |
| 4      | C2     | Paul Ricard                   | Pas de GT1                                | André Ahrlé Patrice Goueslard        | Jean-Louis Déglise                | Jean Gay                         |
| 5      | C1     | Grand Prix d'Albi             | Pas de GT1                                | #7 Larbre Compétition                | #26 Riverside Compétition         | #50 RS Racing Team               |
| 5      | C1     | Grand Prix d'Albi             | Pas de GT1                                | Christophe Bouchut Patrice Goueslard | Philippe Charriol                 | Gilles Rousseau Laurent Sabatier |
| 5      | C2     | Grand Prix d'Albi             | Pas de GT1                                | #7 Larbre Compétition                | #28 Riverside Compétition         | #50 RS Racing Team               |
| 5      | C2     | Grand Prix d'Albi             | Pas de GT1                                | Christophe Bouchut Patrice Goueslard | James Ruffier Jean-Claude Ruffier | Gilles Rousseau Laurent Sabatier |
| 6      | C1     | Finale Magny-Cours            | #86 Pierre Schreiber                      | #7 Larbre Compétition                | #49                               | #52 Team Solladier               |
| 6      | C1     | Finale Magny-Cours            | François Jakubowski (de) Pierre Schreiber | Christophe Bouchut Patrice Goueslard | Jean-Claude Morat Hans Hugenholtz | Franck Solladier Cyrille Cuny    |
| 6      | C2     | Finale Magny-Cours            | #86 Pierre Schreiber                      | #7 Larbre Compétition                | #49                               | #52 Team Solladier               |
| 6      | C2     | Finale Magny-Cours            | François Jakubowski (de) Pierre Schreiber | Christophe Bouchut Patrice Goueslard | Jean-Claude Morat Hans Hugenholtz | Franck Solladier Cyrille Cuny    |

## Classement de la saison 1997
| Pos. | Pilote             | Écurie                | Voiture                 | Points |
| ---- | ------------------ | --------------------- | ----------------------- | ------ |
| 1    | Patrice Goueslard  | Larbre Compétition    | Porsche 911 GT2         | 282    |
| 2    | Christophe Bouchut | Larbre Compétition    | Porsche 911 GT2         | 261    |
| 3    | Jean-Pierre Jarier | Sonauto - Levallois   | Porsche 911 GT2         | 191    |
| 4    | Jean-Luc Chéreau   | Larbre Compétition    | Porsche 911 GT2         | 172    |
| 4    | Jack Leconte       | Larbre Compétition    | Porsche 911 GT2         | 172    |
| 6    | Gérard Dillman     | RJ Racing             | Helem V6                | 156    |
| 6    | Marc Sourd         | RJ Racing             | Helem V6                | 156    |
| 8    | François Lafon     | Sonauto - Levallois   | Porsche 911 GT2         | 128    |
| 9    | Philippe Charriol  | Riverside Compétition | Venturi 400 Trophy      | 112.5  |
| 10   | Gilles Rousseau    | RS Racing             | Porsche 964 Carrera Cup | 112    |